# Eventim
CTS Eventim is een Duits beursgenoteerd bedrijf in de entertainmentindustrie. Het voorziet onder meer in toegangskaarten voor live-entertainment, zoals concerten. Het bedrijf werd opgericht in 1989.

## Geschiedenis
Op 4 november 1989 begonnen concertpromoters Marcel Avram en Matthias Hoffmann onder de naam CTS Computer Ticket Service. Ze losten het probleem op waarbij geïnteresseerden geen kaarten meer konden krijgen, terwijl deze elders wel verkrijgbaar waren. Ondanks dit innovatieve systeem kwam het bedrijf in financiële problemen. Het werd in 1996 overgenomen door Klaus-Peter Schulenberg en groeide uit tot marktleider op het gebied van toegangsbewijzen en live-entertainment.
Schulenberg herstructureerde het bedrijf en bracht het in februari 2000 naar de beurs. Hierdoor kon hij meer investeren in digitale platforms, die belangrijk bleken te zijn voor de groei. In 2002 werd CTS Eventim het grootste ticketportaal van Europa.
Eventim ging tevens opereren in de live-entertainmentsector door de overname van concertpromoters. Het was voor het eerst dat de organisatie en marketing van evenementen onder een dak werden gebundeld. Stage Entertainment werd in 2010 een grote partner van Eventim.
Andere grote internationale evenementen waarvoor Eventim toegangskaarten ging verzorgen waren het WK voetbal in 2006, de Olympische Winterspelen 2014 in Sotsji en de Olympische Zomerspelen 2016 in Rio.
Eventim had in 2017 voor het eerst een omzet van ruim een miljard euro en een winst van ruim 100 miljoen euro. In 2018 verkocht het bedrijf wereldwijd circa 250 miljoen tickets.

## Producten
Eventim verzorgt de productie, verkoop en marketing van toegangskaarten voor concerten, theater, kunst, sport en andere evenementen. Er zijn verkooppunten en webshops in onder meer Brazilië, Duitsland, Finland, Italië, Rusland, Zwitserland en Nederland.
Het bedrijf verzorgt daarnaast ook de planning, voorbereiding en uitvoering van tours, evenementen en festivals in de muziek- en concertsector. De dochterondernemingen in dit gebied opereren grotendeels zelfstandig en vallen onder de bedrijfsdivisie Eventim Live.

## Kritiek
Het bedrijf ontving kritiek vanwege zijn dominante marktpositie in de kaartverkoop. In 2017 verbood het Bundeskartellamt het bedrijf om exclusieve overeenkomsten te sluiten met organisatoren van evenementen om de verkoop van toegangskaarten voor concurrenten open te stellen.
Ook de tariefstructuur van Eventim zorgde voor kritiek van de Duitse consumentenorganisatie, die vooral had te maken met de extra kosten voor zelfgeprinte tickets (Print@Home). Na een uitspraak in 2018 van het Bundesgerichtshof kondigde Eventim in december 2019 aan volledig af te zien van Print@Home-tarieven.

## Trivia
- Eventim is sinds 2000 een van de sponsors van het Musical Awards Gala (publieksprijs).